# Сулейменская
Сулейменская (тат. Сөләйман) — деревня в Вагайском районе Тюменской области, входит в состав сельского поселения Казанское .

## География
Деревня находится на берегу реки Агитка. Автобусное сообщение. 

## Население
| 2010 |
| ---- |
| 228  |